# HMS C16
Pour les articles homonymes, voir C16.
Le HMS  C16 est l’un des 38 sous-marins britanniques de classe C, construit pour la Royal Navy au cours de la première décennie du XXe siècle. Le bateau a survécu à la Première Guerre mondiale et a été vendu à la ferraille en 1922.

## Conception
La classe C ne se distinguait de la classe B que par un gain de performances en immersion. Le sous-marin avait une longueur de 43,4 m, un maître-bau de 4,1 m et un tirant d'eau moyen de 3,5 m. Leur déplacement était de 292 tonnes en surface et 321 tonnes en immersion. Les sous-marins de classe C avaient un équipage de deux officiers et quatorze matelots.
Pour la navigation en surface, ces navires étaient propulsés par un unique moteur à essence Vickers à 16 cylindres de 600 chevaux-vapeur (447 kW) qui entraînait un arbre d'hélice. En immersion, l’hélice était entraînée par un moteur électrique de 300 chevaux (224 kW). Ces navires pouvaient atteindre 12 nœuds (22 km/h) en surface et 7 nœuds (13 km/h) sous l’eau. En surface, la classe C avait un rayon d'action de 910 milles marins (1690 km) à 12 nœuds (22 km/h).
Les navires étaient armés de deux tubes lance-torpilles de 18 pouces (457 mm) à l’avant. Ils pouvaient transporter une paire de torpilles de rechargement, mais en général, ils ne le faisaient pas, car en compensation ils devaient abandonner un poids égal de carburant.

## Engagements
Le HMS C16 a été construit par Vickers à leur chantier naval de Barrow-in-Furness. Sa quille fut posée le 14 décembre 1906 et il fut mis en service le 5 juin 1908. Le bateau est entré en collision avec son sister-ship le HMS C17 au sud de Cromer, dans le comté de Norfolk, le 14 juillet 1909, lorsque le vapeur Eddystone est entré en collision avec le HMS C11 (un autre sous-marin de classe C) et l’a fait couler. Le C16 n’a pas été endommagé et a participé au concours du Lord Maire, du 17 au 24 juillet 1909).
Le HMS C16 a été coulé à son tour, alors qu’il naviguait en immersion périscopique, après avoir été percuté par le destroyer HMS Melampus au large de Harwich le 16 avril 1917. Le navire s’est posé sur le fond marin à 60 pieds (18 mètres). Un homme d’équipage (Samuel Anderson) a été éjecté à travers un tube lance-torpilles pour tenter d’aller chercher de l’aide, mais il s’est malheureusement noyé. Le capitaine du C16, le lieutenant Harold Boase, a alors tenté d’inonder le navire pour que l’équipage s’échappe par l’écoutille avant, mais un pare-battage a bloqué l’écoutille, de sorte que l’équipage s’est retrouvé pris au piège. Les tentatives d’évacuation ont été notées par le commandant et ont été retrouvées dans une bouteille bouchée qui fut trouvée près de son corps lorsque la coque a été renflouée. Tout l’équipage du C16 a trouvé la mort dans le naufrage. Le HMS C16 est réparé et remis en service. Il est finalement vendu le 12 août 1922.